# He 219 (航空機)
He 219 ウーフー
He 219A-5/R1 290060号機
(連合国軍への鹵獲直後、撮影年不詳)
- 用途：夜間戦闘機
- 分類：戦闘機
- 設計者：ロベルト・ルッサー
- 製造者：ハインケル・フルークツォイクヴェルケ社
- 運用者： ドイツ空軍
- 初飛行：1942年11月6日
- 生産数：294機[1]（諸説あり）
- 生産開始：1943年
- 運用開始：1943年
- 退役：1945年5月
- 運用状況：退役

He 219 ウーフー（Heinkel He 219 Uhu ）は、ハインケル社が開発し第二次世界大戦中期からドイツで運用された夜間戦闘機である。
愛称の「ウーフー（Uhu）」とは、ワシミミズクのことである。

## 概要
ドイツ空軍において最初に射出座席を装備した。洗練された設計で、当時のドイツ空軍機の中ではかなりの優速機であったとされる。同時期に運用されたイギリス空軍のDH.98モスキート夜間戦闘爆撃機の後期型には低高度では速度で劣ったが、高度12,000 mにおいては勝っていた。一方、過大評価されているとも言われており、テスト機はともかく、実戦でのフル装備ではまともに飛べなかったと言われる。

## 開発経緯
第二次世界大戦下、英空軍によるドイツ本土への夜間爆撃が本格化するなかで、ドイツ空軍が爆撃機を改造した応急的な夜間戦闘機しか保持していない事を憂慮したヨーゼフ・カムフーバー （Josef Kammhuber）大佐は、ハインケル社にP.1055、P.1056という、開発を停止していた機種の再設計を要請した。結果、誕生したのが双発の本機である。原型一号He 219 V-1型は1942年に初飛行を行い、最高速度615 km/hを記録している。これは今までのJu 88等を転用していた夜間戦闘機の中で、最も高速であった。翌年の三月にレヒリンの空軍実験センターで行われた模擬空戦でも、Ju 88 RやDo 217 Nに圧勝、航空省から300機の量産受注を獲得する。

## 実戦
1943年6月1日の夜、第一夜間戦闘航空団（NJG1）に配備された先行生産型のHe 219 A-0型が、第一飛行隊の司令官ヴェルナー・シュトライプ少佐の操縦によってデュッセルドルフに飛来したイギリス空軍爆撃隊を迎撃、5機のランカスターを撃墜して初陣を飾った。その後も夜間戦闘機部隊の天敵であったデ・ハビランド モスキートを撃墜するなど、その高性能ぶりを示した。
本機に搭載されたダイムラー・ベンツ DB 603系エンジンは信頼性に不足がある部分が多く、当初搭載を予定していた高高度型DB 603 AA（1,670馬力）および高出力型DB 603 E（1,800馬力）はとくに不十分で量産に入ることができず、結局搭載されたエンジンも、本格的な高高度仕様ではないDB 603 AもしくはB型であり、その供給すら微々たるものであった。また、本来予定していたDB 603 G（予定出力1,900馬力）にいたっては、エンジンそのものが実用化できずに終わった。さらに、代替エンジンとして期待の持てたユンカース Jumo 211シリーズの搭載も検討されたが、これはJu 88の搭載エンジンであったため、本機に優先配分される事はまず有り得なかった。加えて、必要以上に多彩な兵装のバリエーションも生産を阻害する原因であった（ウーフーは機銃兵装を機体下の武装搭載パックにまとめており、これを交換することにより武装を変更できたが、その数は20を超えた）。
そのうえ、いくつかの部隊では本機を正規のルートではないところから導入していた事もあって、実はタイプの内訳については謎が多い。
また、ハインケル社はHe 219にジェットエンジンを搭載することも考慮していたといわれ、そのため、地上で機体の姿勢が水平になる前輪式降着装置や、当時としては世界的に珍しい射出座席を搭載したともいわれている。

## 変遷
初期のHe 219のコックピットには倒立式の防弾板が備え付けられていた。これはキャノピー前面の風防に防弾効果が無かったためであるが、後に廃止されている。
夜戦を目的とした機体のため、当然レーダーが装備されていた。爆撃機だけではなく、デ・ハビランド モスキートといった随伴機の脅威を取り除くため、He 219 Aは後方にもレーダーが取り付けられた。被追尾レーダーは他のドイツ夜間戦闘機同様、ネプツーンやFuG 202リヒテンシュタインBCといった機体先端に取り付けるものであった。これは鹿の角と揶揄されるように機体の空力特性を阻害する、空気抵抗の大きいものだった。後期になると、Ju88にはより小型化されたマイクロ波長レーダーFuG 240『ベルリン』が試作され、取り付けられるようになる。当然He 219にも搭載試験が行われたと推測されるが、生産台数が少なかったために試されなかったのか、それを証明する写真・資料は残っていない。
戦後He 219は連合軍に接収されて各種試験を受けたものの、ドイツ軍でのような高評価を得たわけではなかった。米軍パイロットからは出力不足を指摘されており、とくに離着陸時の出力不足が問題であったと伝えられている。これはある意味当然であり、本来必要なDB 603 Gよりも低い出力のエンジンで、計画時よりもさらに重くなった機体を飛ばさなければならなかったためである。ハインケルでは4気筒×放射状6バンクのJumo 222（液冷24気筒 2,450馬力）の搭載さえ計画していたほどであった。

## 現存する機体

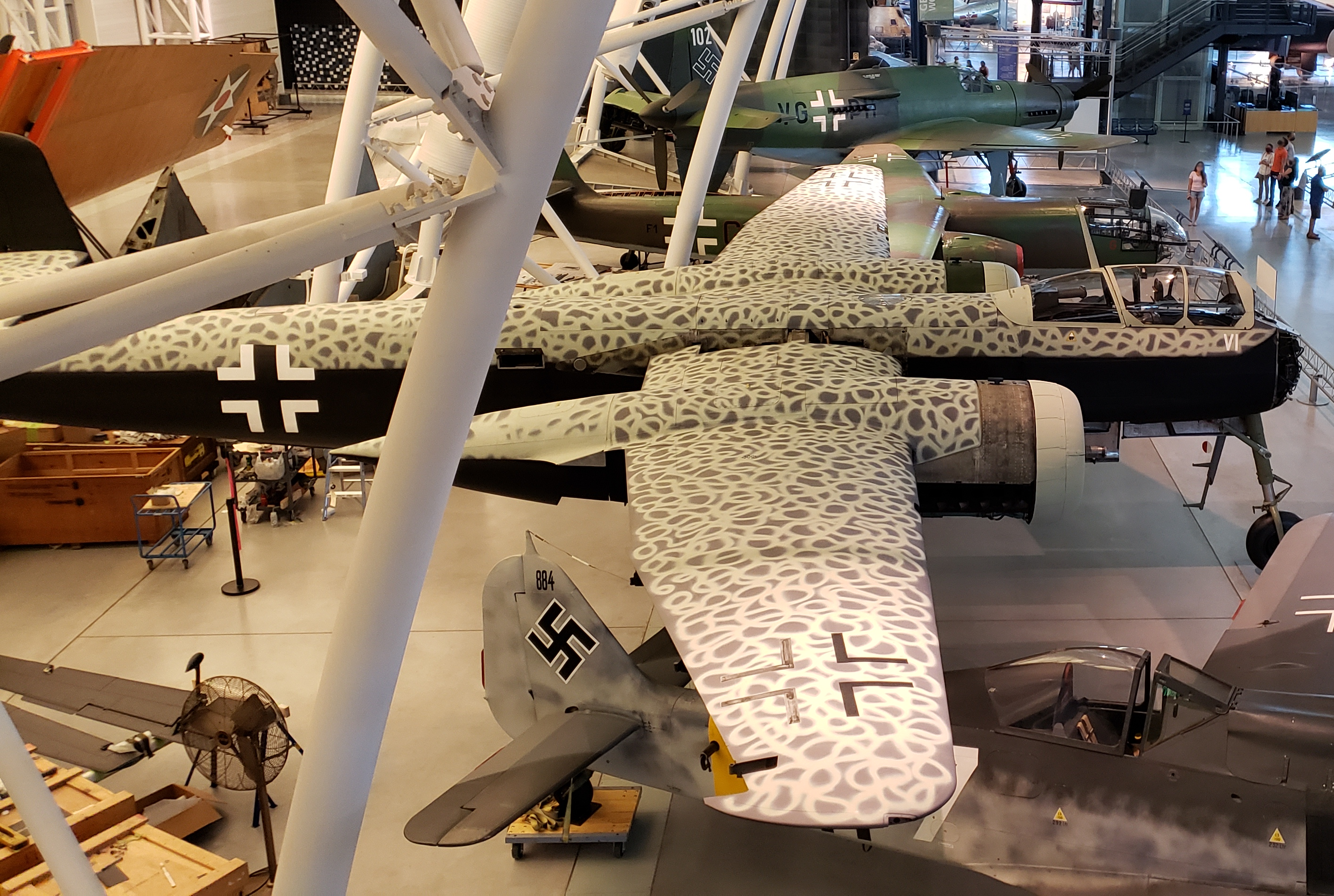
スティーヴン F. ウドヴァーヘイジー・センターにて展示中の現存機

終戦後の1945年6月16日、アメリカ陸軍航空軍はラスティ作戦（Operation Lusty, LUftwaffe Secret TechnologYの略）を実行し、デンマークのカーロプ空港に放棄されていたNJG1のHe219A-2 Werknummer 290 202を回収、飛行可能な状態に修復した後フランスのシェルブール＝オクトヴィルに輸送した。そして21日に他の捕獲されたドイツ軍機と共に護衛空母のリーパーに乗せられ、ニュージャージー州ニューアークの基地に運ばれた。アメリカ到着後、He219A-2 Werknummer 290202はFE-614のナンバーを与えられ（後にT2-614に変更）、インディアナ州のフリーマン基地でテストが実施された。1949年1月に国立航空宇宙博物館の所有物となり、修復され現在はスティーヴン F. ウドヴァーヘイジー・センターにて展示されている。

## 派生型
- He 219 A-0:元々、前生産機だったが、104機が製造され最初の量産型となった。DB 603Aエンジン（1,750 ps）を搭載。
- He 219 A-1:偵察爆撃機型。提案計画のみ、後に計画は破棄された。
- He 219 A-2:拡張されたエンジンナセルと追加の燃料タンクを装備。DB 603AAエンジン（1,670 ps）を搭載。85機生産された。
  - He 219 A-2/R1:複座の夜間戦闘機型。30mmMK 108機関砲を腹部に2門、翼の付け根に20mmMG 151/20機関砲、コクピットの後ろに30mmMK 108機関砲2門装備。
- He 219 A-5:3座の夜間戦闘機型。A-2型の機体から複数の試作機が作られたのみ。
- He 219 A-6:A-2型の余分な装備を取り除いて20mmMG 151/20機関砲×4を搭載したタイプ。対モスキート用として計画された。
- He 219 A-7:夜間戦闘機の改良型。DB 603E（1,800ps）を装備。1944年11月31日に210機が発注された。

## 機体データ(He 219 A-7/R2)
- 乗員：2名
- 全長：16.34 m
- 全幅：18.50 m
- 全高：4.1 m
- 翼面積：44.5 m2
- 最大離陸重量：15,100 kg

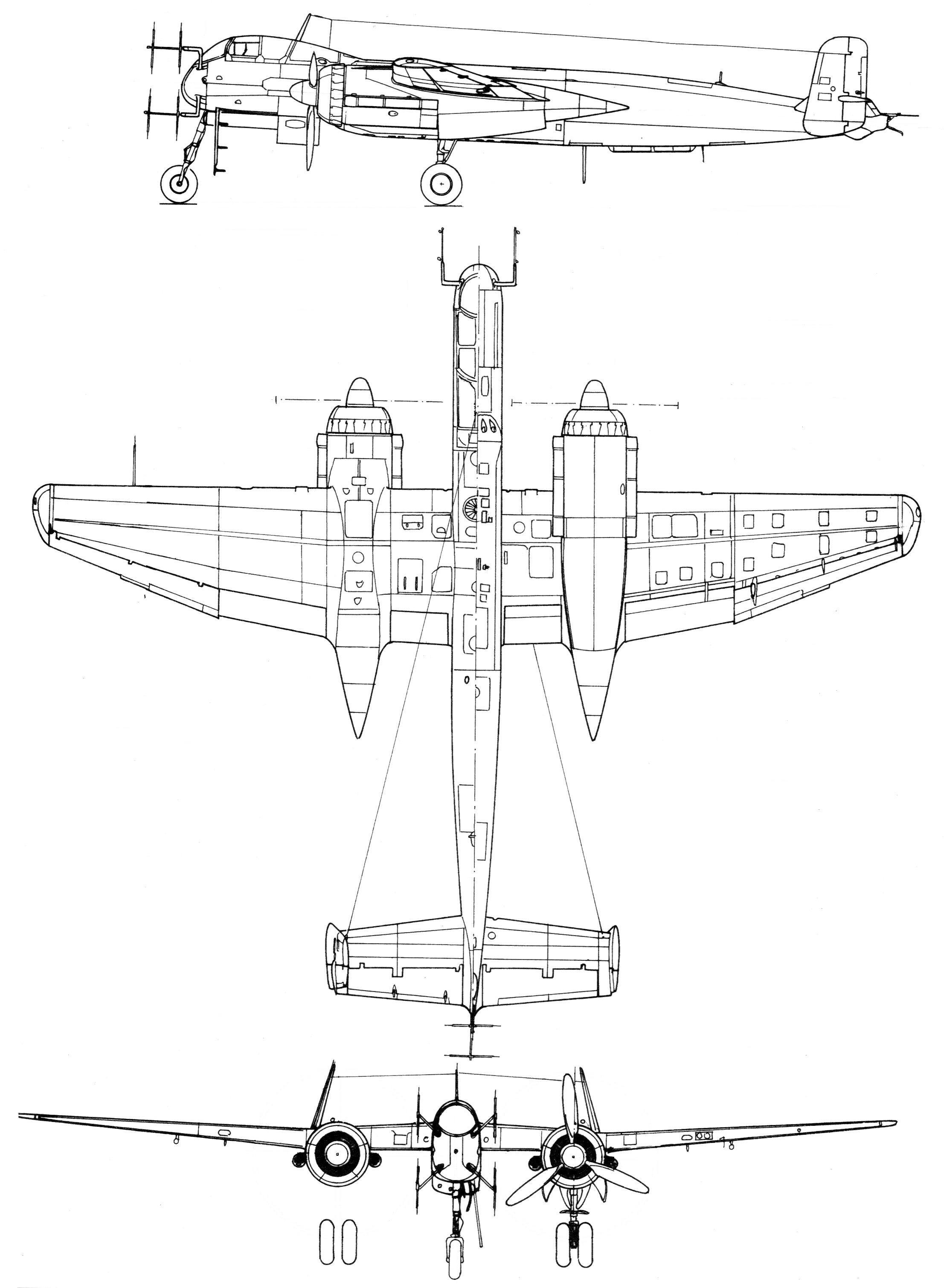
He 219A-7/R1の三面図

- エンジン：ダイムラー・ベンツDB 603E 液冷倒立V型12気筒1,800 ps （1,324 kW） × 2
- 最高速度：585 km/h/6,000 m（レーダー及び消炎排気管装備時）
- 航続距離：2,520 km（最大）
- 実用上昇限度：9,300 m
- 武装：
  - 20 mmMG 151機関銃 × 2　（機体腹部のフェアリング内に装備）
  - 20 mmMG 151機関銃 × 2　（主翼）
  - 30 mmMK 108機関砲 × 2　（シュレーゲムジーク）

## 登場作品

### 漫画
『戦場ロマン・シリーズ』
夜間戦闘を主題にした短編「暗黒戦士」に登場する。
P-61 ブラック・ウィドウに苦戦を強いられるドイツ空軍の主人公が、新型のHe 219を得てP-61と対戦する。作中では、レーダー性能はP-61に劣っているとされているが、チャフを利用した主人公の工夫によってP-61を撃墜する。
『ル・グラン・デューク』
夜間戦闘機部隊に所属する主人公が、物語の途中でHe 219を得てソ連軍機と対戦する。Pe-2やLa-5を撃墜するも、最後はヒロインのLa-5に体当たりされ墜落する。

### 小説
『ドイツ夜間戦闘部隊』
「大逆転・第二次世界大戦史」に収録。
ドイツ空軍がHe 219の量産に方針転換し、イギリス軍の重爆や護衛のモスキートに大損害を与えて夜間爆撃を中止に追い込んだ結果、ドイツの軍需生産は史実ほど打撃を受けず、1945年には後継のHe 419も実戦投入して日本と同時期まで連合国に抗戦を続ける。
『雷轟 rolling thunder PAX JAPONICA』
日英対独という構図で生起した第二次世界大戦の中で、鹵獲したHe 219 A-2を三菱重工業がほぼフルコピーしたという設定の「五式双戦 蒼竜」が登場。陸軍から大戦後に創設された空軍に譲渡された後、艦載機への改修を経て海軍に貸与され戦闘爆撃機としてベトナム戦争に投じられており、主人公もうち1機の操縦士を務める。略符号はA8M7。